# WWF WrestleMania 2000 (игра)
WWF WrestleMania 2000 — компьютерная игра, симулятор реслинга, выпущенный компанией THQ в 1999 году на консоли Nintendo 64. Она была основана на ежегодном платном шоу WrestleMania, проводимом World Wrestling Federation (WWF, ныне WWE).
Несмотря на то, что игра основана на шоу WrestleMania 2000, она была выпущена за пять месяцев до этого события (а на Game Boy Color - за четыре месяца), поэтому вместо нее использовался дизайн сцены предыдущего события, WrestleMania XV. WrestleMania 2000 стала первой игрой WWF, выпущенной THQ.
У игры есть сиквел — WWF No Mercy 2000 года.

## Геймплей
Игрок берёт управление борцом без правил — рестлером. Бой проходит на ринге, а также за его пределами в течение 10 или 20 секунд, либо, если установлено правилами, неограниченное время. Одновременно на ринге может находиться до 8 бойцов, игроки могут управлять лишь четырьмя одновременно. Каждый рестлер обладает уникальным набором ударов и приёмов. Во время захвата игрок может нанести удар, бросок, зайти за спину противника либо толкнуть его на турнбакл или канаты. Также игрок может блокировать удар, нанести контрудар или увернуться (зависит от наносимого удара). Кроме того, игрок может бегать, залезать на турнбаклы и края ринга и оттуда наносить наносить удары по противнику. Чтобы победить, игрок должен продержать противника на лопатках три секунды либо заставить сдаться от болевого приёма.
Во время боя на экране отображаются некоторые элементы HUD, которые можно отключить в опциях. Под моделью борца находится шкала игрока, на которой отображается энергия, показатель готовности сдаться и их угол.
В отличие от реального шоу, в игре на ринге судья не присутствует, а также полностью отсутствуют комментаторы. В игре практически отсутствует физика: например, хрупкая девушка Тори может запросто поднять над собой 130-килограммового Гробовщика.

### Режимы игры

#### Exhibition
Одиночный бой — один бой, без каких-либо наград и титулов. Возможна победа удержанием или болевым (опционально).
- 1 vs. 1 Match — обычный матч один на один.
- 2 vs. 2 Tag Team Match — матч команд 2х2. По одному бойцу от команды на ринге, ещё по одному — за канатами. Если один из них устал, второй может его подменить. Если один из основных бойцов за рингом, то запасные могут выйти на ринг или за ринг и начать сражаться. Когда боец укладывает противника на лопатки, его напарник будет стараться разорвать удержание, а напарник уложившего старается это предотвратить.
- 2 vs. 2 Tornado Match — матч 2х2, оба напарника находятся на ринге.
- Triple Threat Match — матч, в котором участвуют 3 бойца, каждый сам за себя.
- Fatal 4-Way — матч, в котором участвуют 4 бойца, каждый за себя.
- Battle Royal — матч на выбывание. Участвуют 4 бойца.
- 2 vs. 1 Handicap Match — матч два на одного. Правила аналогичны бою 1х1, различаются лишь балансом.
- 3 vs. 1 Handicap Match — матч три на одного. Аналогично предыдущему.

### Создание бойца
В WWF WrestleMania 2000, как и в большинстве других спортивных симуляторов, доступно создание своего персонажа. Можно выбрать пол, цвет кожи, внешность, голос, приёмы, боевые характеристики, одежду, способ выхода, спецэффекты при нём и изображение на титантроне. Одежда выбирается отдельными фрагментами: к исходному материалу (майке и трусам) можно «прилепить» рукава и штанины и тд. А также можно создать копию базы готового рестлера.

## Ростер
Все персонажи в игре имеют прототипы в реальном шоу.

### Рестлеры
| - Стив «Ледяная Глыба» Остин - Дуэйн «Скала» Джонсон - Мэнкайнд - Пол «Трипл Эйч» Левеск - Марк «Гробовщик» Кэлвей - Глэн «Кейн» Якобс - Пол «Биг Шоу» Уайт | - Икс-Пак - Дорожный Пёс - Мистер Эсс - Кен Шемрок - Крис Джерико - Эл Сноу - Винс МакМэхон | - Эндрю «Тэст» Мартин | - Принц Альберт - Джон «Брэдшоу» Лэйфилд - Джефф Харди - Мэтт Харди - Джейсон «Кристиан» Ресо - Адам «Эдж» Коплэнд - Рон «Фээрук» Симмонс - Боб «Хардкор Холли» Холли - Стив Блэкман - Брайан Кристофер |

### Дивы
- Стефани МакМэхон
- Чайна
- Тори[англ.]
- Дебра
- Жаклин

## Оценки
| Сводный рейтинг    | Сводный рейтинг | Сводный рейтинг |
| Издание            | Оценка          | Оценка          |
| Издание            | GBC             | N64             |
| ------------------ | --------------- | --------------- |
| GameRankings       | 64 %            | 84,80 %         |
| Иноязычные издания |                 |                 |
| Издание            | Оценка          | Оценка          |
| Издание            | GBC             | N64             |
| AllGame            | [ 3 ]           | [ 4 ]           |
| EGM                | N/A             | 8,25/10         |
| GameFan            | N/A             | 100 %           |
| Game Informer      | 7,25/10         | 9/10            |
| GamePro            | N/A             | [ 9 ]           |
| GameRevolution     | N/A             | C−              |
| GameSpot           | N/A             | 7,1/10          |
| IGN                | 6/10            | 8,9/10          |
| Nintendo Power     | N/A             | 8/10            |